# Jean Carré
 (juillet 2025).
Si vous disposez d'ouvrages ou d'articles de référence ou si vous connaissez des sites web de qualité traitant du thème abordé ici, merci de compléter l'article en donnant les références utiles à sa vérifiabilité et en les liant à la section « Notes et références ».
Jean Carré, né en 1582 et mort en 1665, est un ministre et théologien calviniste français.

## Biographie
Issu d'une riche famille bourgeoise de Châtellerault, il fit ses études à Genève (1605) puis à Saumur, pour être nommé en 1609 ministre dans sa ville natale, position qu'il conserva jusqu'à son décès. 
Excellent connaisseur de l'hébreu, il fut l'auteur de plusieurs ouvrages de controverse et de théologie, dont les thèses théologiques, que Bordier (La France protestante) considère avoir inspiré Jean de Plantavit de La Pause, évêque de Lodève, lors de la rédaction de son Expositio syncera disputationis habitae Salmurii (1607).

## Œuvres connues
- Theses theologicae de Iustificatione Hominis coram Deo. Thomas Portau, 1607